# Saint-Aubin NE

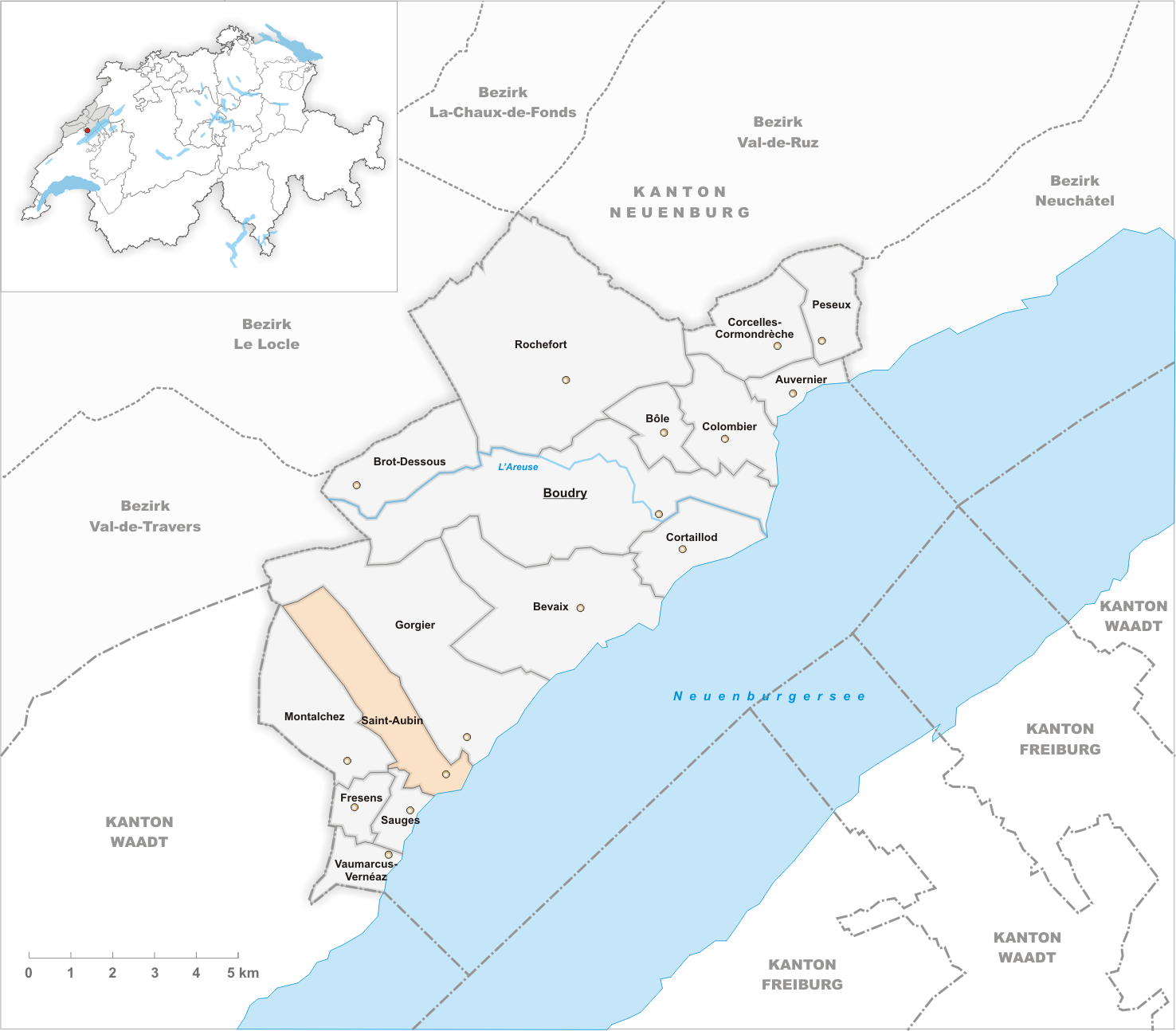
Gemeindestand vor der Fusion am 1. Januar 1888

Saint-Aubin war eine selbstständige politische Gemeinde im Bezirk Boudry, Kanton Neuenburg, Schweiz. 1888 fusionierte Saint-Aubin mit der ehemaligen Gemeinde Sauges zur Gemeinde Saint-Aubin-Sauges, die 2018 in der neuen Gemeinde La Grande Béroche aufging.

## Persönlichkeiten
- Gonzalve Petitpierre (1805–1870), Journalist und Politiker